# Maomé ibne ibne Barã Xá
Maomé Xá II (Muhammad-Shah) foi o último Amir (Xá) Seljúcida da Carmânia, a partir de 1183 até 1186.

## Biografia
O filho de Barã Xá, Maomé Xá sucedeu seu tio Turã Xá II (r. 1176–1183) no trono da Carmânia em 1183. Na época de sua ascensão, a Carmânia havia sido invadida por bandos de turcomanos oguzes. Houve praticamente uma devastação da província, o que fez fez com que a cidade de Bardasir se tornasse praticamente inabitável, então Maomé Xá II fez de Bã a sua capital. Em 1186, no entanto, Maomé Xá II foi incapaz de lidar com os Oguzes, e viu-se obrigado então a abandonar Bã e exilar-se da Carmânia. O chefe dos Oguzes Dinar Maleque (r. 1186–1195), rapidamente tomou o controle da Carmânia em seu lugar.
Maomé Xá II, a princípio, esperando receber ajuda externa para retomar seu trono, viajou para Pérsis e para o Iraque solicitando ajuda. Também procurou ajuda do Xá Aladim Tequis (r. 1172–1200), da Corásmia. Eventualmente, no entanto, ele percebeu que não poderia obter estes recursos pretendidos para a recuperação da Carmânia e então concluiu por buscar refugio junto ao sultão Guiatadim Maomé (r. 1163–1202), do Império Gúrida e passou o resto de sua vida a serviço dos sultões gúridas.